# Прорыв (мемориал, Тацинская)
Проры́в — мемориальный комплекс в Тацинском районе Ростовской области. Посвящён Тацинскому танковому рейду 1942 года. Авторы: архитектор, член союза художников СССР Ибалаков Петр Андреевич, скульптор Г. Холодный.

## История и описание
Располагается по трассе М21 Волгоград-Каменск, в 7 км от станицы Тацинской.
Памятник был открыт к 40-й годовщине рейда 8 мая 1983 года.
Представляет собой группу танков, уходящих в небо. Конструкции, расположенные по обе стороны от танков — крылья немецких самолётов, уничтоженных, в результате танкового рейда 24-го танкового корпуса, которым командовал генерал-лейтенант В. М. Баданов.

За этот рейд корпус получил почётное наименование 2-й гвардейский танковый корпус.